# Канарчик, Александр Иванович
Александр Иванович Канарчик (1904—1944) — майор Рабоче-крестьянской Красной Армии, участник Великой Отечественной войны, Герой Советского Союза (1944).

## Биография
Александр Канарчик родился 1 (по новому стилю — 14) августа 1904 года в селе Пироговка (ныне — Виньковецкий район Хмельницкой области Украины). Украинец. Получил неполное среднее образование, после чего работал бригадиром тракторного отряда в леспромхозе. В 1926—1930 годах Канарчик проходил службу в Рабоче-крестьянской Красной Армии. В 1932 году он окончил курсы командного состава запаса. В 1933 году Канарчик повторно был призван в армию. В 1941 году он окончил курсы усовершенствования командного состава. С июня 1941 — на фронтах Великой Отечественной войны. Воевал на Западном, Брянском, Центральном и 2-м Белорусском фронтах. К июню 1944 года майор Александр Канарчик командир 92-го Отдельного мото-понтонного батальона 49 армии, 2-го Белорусского фронта. Отличился во время освобождения Могилёвской области Белорусской ССР.
27 июня 1944 года Канарчик организовал действия своего батальона во время наведения переправы через Днепр в районе деревни Добрейка Шкловского района, благодаря чему люди и техника были своевременно переброшены на плацдарм на западном берегу реки.
Указом Президиума Верховного Совета СССР от 21 июля 1944 года за «умелое командование батальоном, образцовое выполнение боевых заданий командования на фронте борьбы с немецкими захватчиками и проявленные при этом мужество и героизм» майор Александр Канарчик был удостоен высокого звания Героя Советского Союза. Орден Ленина и медаль «Золотая Звезда» он получить не успел, так как 24 августа 1944 года был убит на освобожденной белорусской территории из засады с несколькими красноармейцами, а после облит бензином и сожжён польскими националистами из Армии Крайовой. Похоронен в братской могиле в посёлке Вороново Гродненской области Белоруссии.
Был также награждён орденами Богдана Хмельницкого 3-й степени, Отечественной войны 1-й и 2-й степеней, двумя орденами Красной Звезды.
В честь Канарчика названы улица в Вороново и школа в Пироговке.